# Felipe Salazar Villagrana
Felipe Salazar Villagrana (ur. 20 września 1940 w Amatlán de Cañas) – meksykański duchowny rzymskokatolicki, w latach 2008-2016 biskup San Juan de los Lagos.

## Życiorys
Święcenia kapłańskie przyjął 21 grudnia 1968 i został inkardynowany do archidiecezji guadalajarskiej. Od 1972 był prezbiterem nowo utworzonej diecezji San Juan de los Lagos. Był m.in. wychowawcą w seminarium diecezjalnym, wikariuszem biskupim ds. duszpasterskich oraz wikariuszem generalnym. W 2007 wybrany tymczasowym administratorem diecezji.
11 marca 2008 został prekonizowany biskupem San Juan de los Lagos. Sakrę biskupią otrzymał 14 maja 2008. 2 kwietnia 2016 przeszedł na emeryturę.